# Суха Арафат
Суха Дауд Арафат (на арабски: سهى داود عرفات), моминско име Суха Дауд Тауийл, е вдовицата на покойния президент на Палестинската автономия Ясер Арафат.
Родена е през 1963 в Йерусалим в семейството на богати християни, банкер и журналистка. Учи в женски манастир в Палестина, следва в Сорбоната, Париж. Активистка на студентската палестинска организация.
От 1989 г. работи за Организацията за освобождение на Палестина като преводач, секретар и икономически съветник на Ясер Арафат. Между 1993 и 1995 г. създава и ръководи в Газа благотворителна организация.
Омъжва се за Ясер Арафат през 1990, приемайки преди това исляма. Имат дъщеря Захра. Живее в Париж, където се изселва, по договорка със съпруга си, през 1995 от съображения за сигурност.
От есента на 2004 г., когато здравословното състояние на Ясер Арафат се влошава, се появяват спекулации относно нейната роля в живота на палестинския лидер.